# Великий гражданин
«Вели́кий граждани́н» — советский двухсерийный художественный фильм 1937 и 1939 годов режиссёра Фридриха Эрмлера, политическая драма. В основу сюжета положена официальная точка зрения властей СССР на историю жизни и смерти Сергея Кирова.
Первая серия картины открыла историю телевидения СССР — пробную телетрансляцию 25 марта 1938 года из Московского телецентра на Шаболовке смогли  увидеть несколько десятков москвичей.

## Сюжет
События вокруг крупного партийного руководителя Петра Шахова (Николай Боголюбов) разворачиваются в 1925 и 1934 годах (1 и 2 серии соответственно). История его борьбы с представителями троцкистско-зиновьевского блока и их лидером Карташовым (Иван Берсенев) становится делом всей жизни. Сюжет заполнен диалогами, острыми спорами между непримиримыми противниками. Шахов разоблачает вредителей в лице главного инженера завода «Красный металлист» Авдеева — противника рационализаторства и социалистического соревнования, и снимает с должности директора завода попавшего под его влияние, назначая вместо него молодого специалиста и настоящего большевика Надю Колесникову (Зоя Фёдорова).
Кульминацией становятся пламенные выступления Шахова на митинге на заводе «Красный металлист» и на слёте передовиков. Слова Шахова находят поддержку у трудящихся и представителя ЦК партии товарища Максима (Борис Чирков). Но враги Шахова и ВКП(б) не дремлют. В финальной сцене Шахова застрелил убийца, притаившийся за одной из дверей дома культуры, который посетил руководитель. Советские граждане клянутся над могилой героя, что дело Шахова будет продолжено и никто из врагов не уйдёт от возмездия.

## В ролях
- Николай Боголюбов — Пётр Михайлович Шахов
- Иван Берсенев — Алексей Дмитриевич Карташов
- Олег Жаков — Сергей Васильевич Боровский
- Георгий Семёнов — Семён Колесников
- Зоя Фёдорова — Надя Колесникова
- Александр Зражевский — Владимир Петрович Дубок
- Ефим Альтус — Савелий Миронович Кац
- Пётр Кириллов — Брянцев
- Надежда Райская-Дорэ — Серафима Васильевна, мать Шахова
- Евгений Немченко — Дронов
- Борис Чирков — товарищ Максим, представитель ЦКК
- Валентин Киселёв — редактор газеты Гладких
- Наталья Рашевская — Ольга, жена Карташова
- Сергей Рябинкин — Крючков, друг Дронова
- Александр Полибин — Соловьёв
- Алёна Егорова — секретарша Карташова
- Борис Пославский — Яков Александрович Сизов, резидент иноразведки, он же поручик Владиславский
- Константин Адашевский — Лев Ипполитович Авдеев
- Анатолий Кузнецов — уполномоченный ГПУ Вершинин
- Лариса Емельянцева — Наташа Лосева
- Борис Жуковский — лесник Иван Герасимович
- Иван Кузнецов — динамитчик Алёша Ибрагимов
- Юрий Толубеев — Михаил Степанович Земцов, 2 секретарь крайкома
- Павел Суханов — секретарь
- Александр Виолинов — Георгий Леонидович Пятаков

## Предыстория
В 1920-е годы Фридрих Эрмлер уже заслужил авторитет как режиссёр-нравоописатель в фильмах «Парижский сапожник» и «Обломок империи». Последующими картинами политического толка «Встречный» и «Крестьяне» Эрмлер выдвинулся в число ведущих кинематографистов страны, заслужив личную аудиенцию со Сталиным, на которого творчество режиссёра произвело самое благоприятное впечатление. Как считают историки кино, называющие Эрмлера «партийным художником», он (Эрмлер) совершенно искренне верил в коммунистическую идеологию, будучи членом партии по убеждениям.
Убийство С. М. Кирова в 1934 году серьёзно повлияло на жизнь всей страны. Работа над фильмом началась в ноябре 1935 года. По воспоминаниям создателей, их вдохновляло реальное обострение политической борьбы. Центральным для картины, по отзыву Эрмлера, должен был стать вопрос о возможности построения социализма в отдельно взятой стране.

## История создания
Работу над картиной вела та же творческая группа, что делала предыдущую картину Эрмлера «Крестьяне» и, прежде всего, Николай Боголюбов в главной роли — воплощая примерно один и тот же типаж большевика и непримиримого борца за советскую власть.
Основная сложность при подборе актёров возникла с образами врагов советской власти — никто из актёров не хотел браться за отрицательных персонажей. После длительных переговоров Иван Берсенев согласился воплотить на экране образ троцкиста Карташова. Небольшую, но важную роль представителя ЦК партии, Максима, сыграл Борис Чирков — это собственно герой «трилогии о Максиме», популярной киносерии в СССР 1930-х годов.
Сценарий фильма дорабатывался при непосредственном участии Сталина и под воздействием реальных громких политических процессов 1935—1938 годов в СССР. Ознакомившись со сценарием 2-й серии, вождь сделал несколько замечаний.

Дело надо поставить так, чтобы борьба между троцкистами и Советским правительством выглядела бы […] как борьба двух программ, из которых первая программа соответствует интересам революции и поддерживается народом, а вторая противоречит интересам революции и отвергается народом. Но из этого следует, что сценарий придётся переделать, сделав его по своему содержанию более современным, отражающим все то основное, что вскрыто процессом Пятакова — Радека.
— 
В ответ, Эрмлер с соавторами выступил со статьёй в журнале «Кино», в которой полностью поддержал поправки Сталина. Уточнения по сценарию «Великий гражданин» были сделаны 27 января 1937 года, когда приговор по «Процессу антисоветского троцкистского центра» ещё не был вынесен
В ходе съёмок, по вспоминаниям создателей, они неоднократно сталкивались со случаями вредительства, серьёзно мешавшего процессу работы над картиной. В один из съёмочных дней осветители обнаружили, что кабели к прожекторам были перерублены топором. За период работы над фильмом четверо членов съёмочной группы были арестованы, двое из них расстреляны.
Первая серия была закончена в 1937 году и вышла на экраны страны 13 февраля 1938 года, вторая — 27 ноября 1939 года.
Находившийся после статьи «Сумбур вместо музыки» (1936) за эксперименты в опере «Леди Макбет Мценского уезда» в категории неблагонадёжных, музыкой к «Великому гражданину» композитор Дмитрий Шостакович вернул к себе расположение.

## Критика и значение
Критик Джулия Кэссиди пишет: «„Великий гражданин“ демонстрирует, насколько важна была мученическая смерть Кирова в рамках сталинской мифологии, став парадигмой социалистического реализма». История убийства всенародно любимого партийного лидера Сергея Кирова послужила отправной точкой сценария и, в итоге, фильм сам стал материалом для построения фундамента традиций социалистического реализма в советском кинематографе. Выход фильма на экраны сопровождался целой серией критических статей в СМИ СССР, всецело поддерживающих отображённый на экране конфликт — между представителями лучшего, наиболее благородного и высокого в человеческом роде с подонками человечества, отребьем, отвергнутым историей, осуждая путь троцкистско-бухаринских бандитов, выродившихся в штурмовой отряд фашизма. Несколько ходульные персонажи, однозначно разделённые в сценарии на «положительных» и «отрицательных», тем не менее, также привлекли внимание довоенной советской критики, в особенности работа Николая Боголюбова, воплотившего образ Шахова-Кирова.
После XX съезда фильм был подвергнут критике и в 1950-е годы практически исчез с экранов. Только с конца 1980-х годов, на волне перестройки, интерес к этой картине в СССР возродился вновь, и ей были посвящены несколько публикаций и передач.
Современные критики отмечают, что в основном конфликте ощущается влияние романа «Бесы», а сам фильм занял достойное место среди классики кинематографа — работ Рифеншталь, Уэллса и Хичкока.
Явно выделяющееся пропагандистское начало «Великого гражданина» не может скрыть художественных достоинств картины. Уже на этапе работы над сценарием Фридрих Эрмлер заметил, что создаёт совершенно новый материал для звукового советского кинематографа — фильм-диспут, фильм, где ключевую роль играют диалоги, споры и выступления героев. При этом сами споры героев риторичны и лишены конкретного смысла. Шахов, уничтожая противников в идеологическом споре, не предлагает ничего определённого. Герои становятся от этого абстрактными, что только усугубляет атмосферу иррационального саспенса, присущего картине. Помимо всех прочих поправок, которые сделал Сталин при прочтении сценария, он также попросил убрать все упоминания о нём самом (заменить на ЦК партии) и о конкретных убийцах Шахова. Концовка картины, по утверждению Г. Марьямова, оставляет пространство для толкования и тягостную недосказанность — зритель видит только тень убийцы, домысливая сам, кто же это мог быть.
Недостаток движения и действия заменяется словом. Режиссёр и оператор выстроили важнейшие мизансцены на внутрикадровом монтаже, совместном движении камеры и актёров. Этот приём придал дополнительную реальность происходящему на экране, что предвосхитило эксперименты с киномонтажом 1960-х годов.
В картине находят отражение все животрепещущие темы конца 1930 годов: стахановское движение, каналстрой (аллюзия на «Беломорканал»).
По мнению профессора РГГУ Леонида Козлова, фильм опередил своё время.

Что такое «Великий гражданин»? Это удивительный конгломерат. Строго говоря, это не вполне тоталитарный фильм… хотя мы сейчас знаем прекрасно, да и тогда знали, что по сути это всё враньё, что агентами иностранных разведок ни Троцкий, ни Бухарин не являлись. И хоть все догадывались, что это не так, на основании поэтики и эстетики Достоевского, на попытке анализа интеллигентского «самгинского» сознания Эрмлер создает историческое полотно. С точки зрения сопоставления с действительностью оно достаточно фальшиво, а с точки зрения психологической убедительности внутри произведения искусства, на мой взгляд, не утратило интереса по сей день.
— Нея Зоркая

## Награды
- 1941 — Сталинская премия I степени[25] — Николаю Боголюбову, Александру Зражевскому, Фридриху Эрмлеру[26].

## Технические данные
- Чёрно-белый, звуковой, 2 серии (12 частей, 3211 метров и 14 частей, 3640 метров)

## Комментарии
1. ↑  Пятаков и некоторые другие обвиняемые по «Процессу антисоветского троцкистского центра» были расстреляны 30 января 1937 года[9].
2. ↑  В 1940 году за музыку к фильмам «Великий гражданин» и «Трилогия о Максиме» Дмитрия Шостаковича наградили орденом Трудового Красного Знамени.